# 廉子文
廉子文（1998年9月26日—），黑龙江哈尔滨人，中国男子速度滑冰运动员，8岁时开始练习滑冰，2025年四大洲速度滑冰锦标赛男子短距离团体追逐银牌得主、2025年亚洲冬季运动会男子短距离团体追逐金牌得主。